# Isabel Jiménez
Isabel Jiménez Pedrosa (Almería, España; 14 de febrero de 1982) es una periodista y presentadora de televisión española.

## Biografía
Comenzó su carrera de periodismo con el objetivo de trabajar en la prensa, no obstante, aunque trabajó para distintas publicaciones escritas —como La Voz de Almería donde realizó sus prácticas—, su trayectoria profesional la inició en televisión.
Tras finalizar sus estudios y obtener la licenciatura en Ciencias de la Información por la Universidad de Sevilla, su debut se produce en 2005 a través de Telecinco donde hizo sus prácticas en la delegación de Informativos Telecinco en Sevilla, para posteriormente pasar a Andalucía directo en Canal Sur y finalmente de nuevo a Informativos Telecinco, como enviada especial en Roma para transmitir la muerte del papa Juan Pablo II. En Roma permaneció un año y estudió un máster en Relaciones Internacionales. También es Graduada en Ciencias Políticas por la UNED. En Roma, consiguió entrevistar a la periodista italiana Giuliana Sgrena, entrevista que se convirtió en una exclusiva mundial.
Posteriormente fichó para el programa de Antena 3 A fondo donde se ocupó de realizar reportajes periodísticos de investigación, y tiempo más tarde, se encargó de presentar esporádicamente Las noticias de la mañana de Antena 3 Noticias así como de llevar a cabo importantes coberturas informativas como redactora del Área de Sociedad de Antena 3 Noticias, siendo enviada especial a Lorca por el terremoto de 2011 o a Japón por el terremoto y tsunami de marzo de 2011. En 2008, Jiménez se puso al frente de las cámaras y debutó como presentadora
en el noticiario del canal.
Después de permanecer seis años ligada a la cadena de Planeta, en junio de 2011 se anunció su incorporación a Mediaset España, y un mes después, desde el 18 de julio, la presentadora se puso al frente de la edición de sobremesa de Informativos Telecinco junto a David Cantero hasta el 29 de diciembre de 2023 y Ángeles Blanco desde el 16 de enero de 2024.Desde 2011 a 2023 saltó en ocasiones a la edición nocturna de Informativos Telecinco en sustitución de Pedro Piqueras.
En 2025 presenta en Cuatro el programa de entrevistas Mis raíces.

## Premios
- Antena de Oro de Televisión (2019).[13]
- Premio Ondas Nacional de Televisión a Mejor Presentador o Presentadora ex aequo junto con Marta Reyero (2024).[14]